# Trofee Maarten Wynants 2017
La 4e édition du Trofee Maarten Wynants a eu lieu le 7 mai 2017. La course fait partie du calendrier international féminin UCI 2017 en catégorie 1.1 et de la Lotto Cycling Cup pour Dames 2017. La course est remportée par la Néerlandaise Marianne Vos.

## Présentation

### Équipes
| Unknown team category |
|                       |

## Classements

### Classement final
| \| Classement général \| Classement général \| Classement général \| Classement général \| Classement général \| \| Coureuse \| Coureuse \| Pays \| Équipe \| Temps \| \| ------------------ \| ------------------------- \| ------------------ \| ---------------------------------- \| ------------------ \| \| 1re \| Marianne Vos \| Pays-Bas \| WM3 \| 2 h 45 min 28 s \| \| 2e \| Maria Giulia Confalonieri \| Italie \| Lensworld-Kuota \| + 0 s \| \| 3e \| Eva Buurman \| Pays-Bas \| Parkhotel Valkenburg-Destil \| + 0 s \| \| 4e \| Roxane Fournier \| France \| FDJ-Nouvelle Aquitaine-Futuroscope \| + 0 s \| \| 5e \| Annalisa Cucinotta \| Italie \| Lensworld-Kuota \| + 0 s \| \| 6e \| Kaat Hannes \| Belgique \| Lensworld-Kuota \| + 0 s \| \| 7e \| Anouska Koster \| Pays-Bas \| WM3 \| + 0 s \| \| 8e \| Emily Nelson \| Royaume-Uni \| Breeze \| + 0 s \| \| 9e \| Lotte Kopecky \| Belgique \| Lotto Soudal Ladies \| + 0 s \| \| 10e \| Jessy Druyts \| Belgique \| Sport Vlaanderen-Etixx \| + 0 s \| |                           |             |                                    |                 |
| |                           |             |                                    |                 |
| Source : ProCyclingStats |                           |             |                                    |                 |
| Classement général |                           |             |                                    |                 |
| Coureuse | Coureuse                  | Pays        | Équipe                             | Temps           |
| 1re | Marianne Vos              | Pays-Bas    | WM3                                | 2 h 45 min 28 s |
| 2e | Maria Giulia Confalonieri | Italie      | Lensworld-Kuota                    | + 0 s           |
| 3e | Eva Buurman               | Pays-Bas    | Parkhotel Valkenburg-Destil        | + 0 s           |
| 4e | Roxane Fournier           | France      | FDJ-Nouvelle Aquitaine-Futuroscope | + 0 s           |
| 5e | Annalisa Cucinotta        | Italie      | Lensworld-Kuota                    | + 0 s           |
| 6e | Kaat Hannes               | Belgique    | Lensworld-Kuota                    | + 0 s           |
| 7e | Anouska Koster            | Pays-Bas    | WM3                                | + 0 s           |
| 8e | Emily Nelson              | Royaume-Uni | Breeze                             | + 0 s           |
| 9e | Lotte Kopecky             | Belgique    | Lotto Soudal Ladies                | + 0 s           |
| 10e | Jessy Druyts              | Belgique    | Sport Vlaanderen-Etixx             | + 0 s           |

### Points UCI
| Position,          | 1er | 2e | 3e | 4e | 5e | 6e | 7e | 8e | 9e | 10e | 11e | 12e | 13e | 14e | 15e | 16e | 17e | 18e |
| Classement général | 80  | 60 | 45 | 35 | 30 | 25 | 21 | 18 | 15 | 12  | 10  | 8   | 6   | 5   | 4   | 3   | 2   | 1   |